# Sant Pau de Fontclara

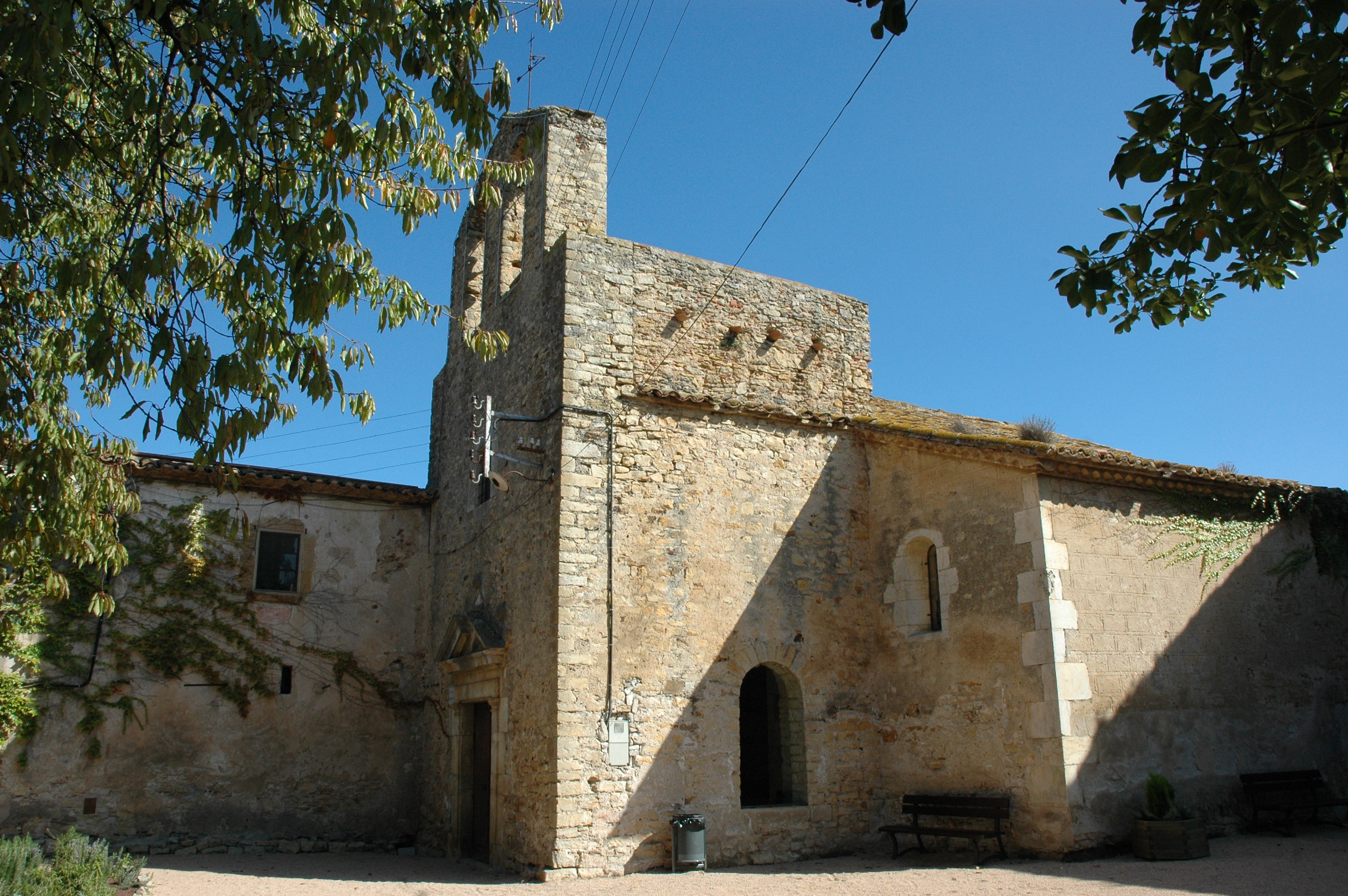
Kirche Sant Pau de Fontclara

Die ehemalige Klosterkirche Sant Pau de Fontclara dient heute als Pfarrkirche des gleichnamigen, zur Gemeinde (municipi) Palau-sator gehörenden Dorfes im Nordosten Kataloniens.

## Lage
Die Kirche Sant Pau de Fontclara befindet sich im etwa 45 Einwohner zählenden Dorf gleichen Namens in der Gemeinde (municipi) von Palau-sator in der Provinz Girona in der Autonomen Region Katalonien. Sie liegt in einer Höhe von etwa 30 Metern ü. d. M. Die nächstgelegene größere Stadt, Girona, befindet sich etwa 37 Kilometer (Fahrtstrecke) westlich.

## Geschichte

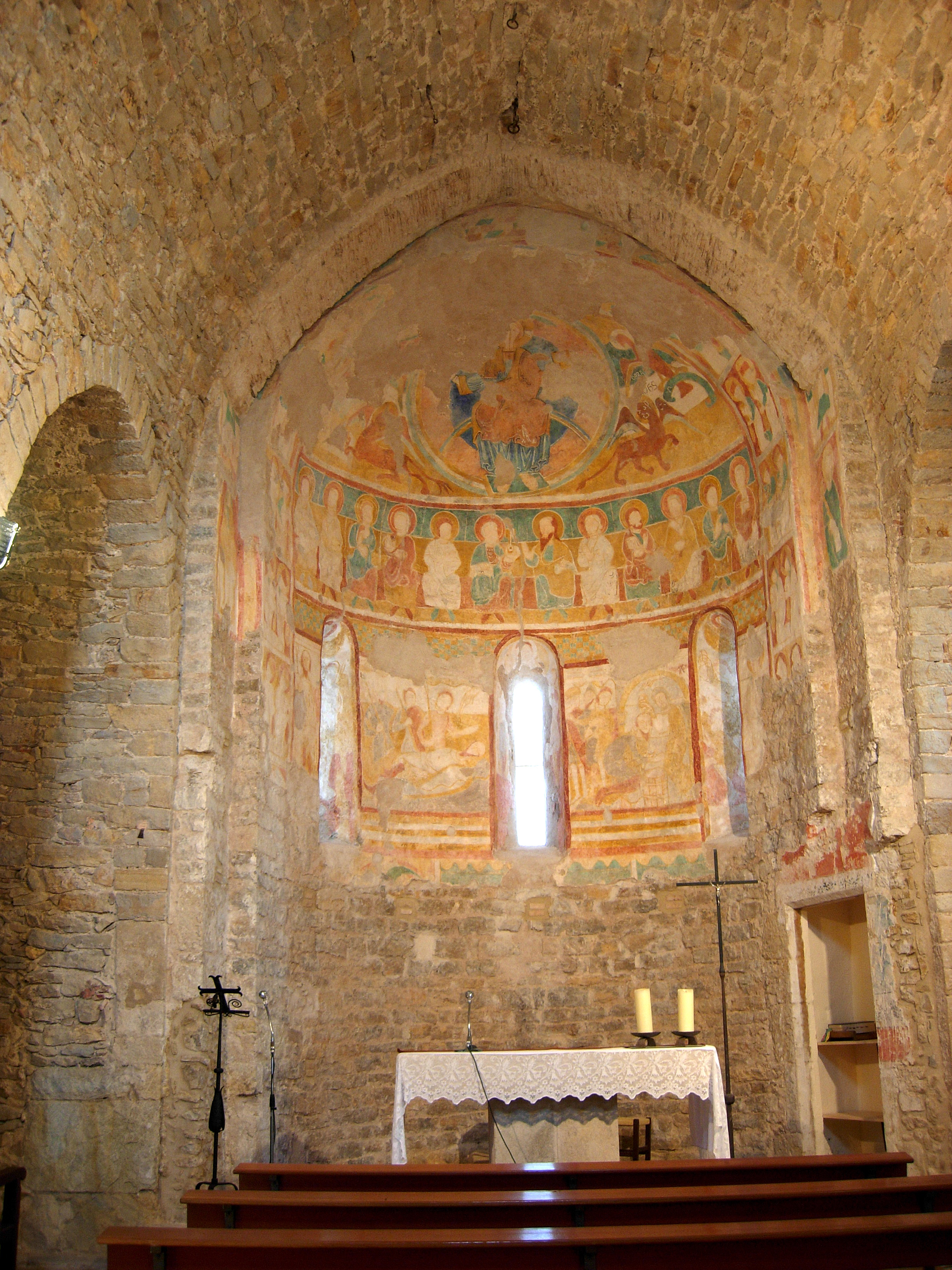
Kirchenschiff

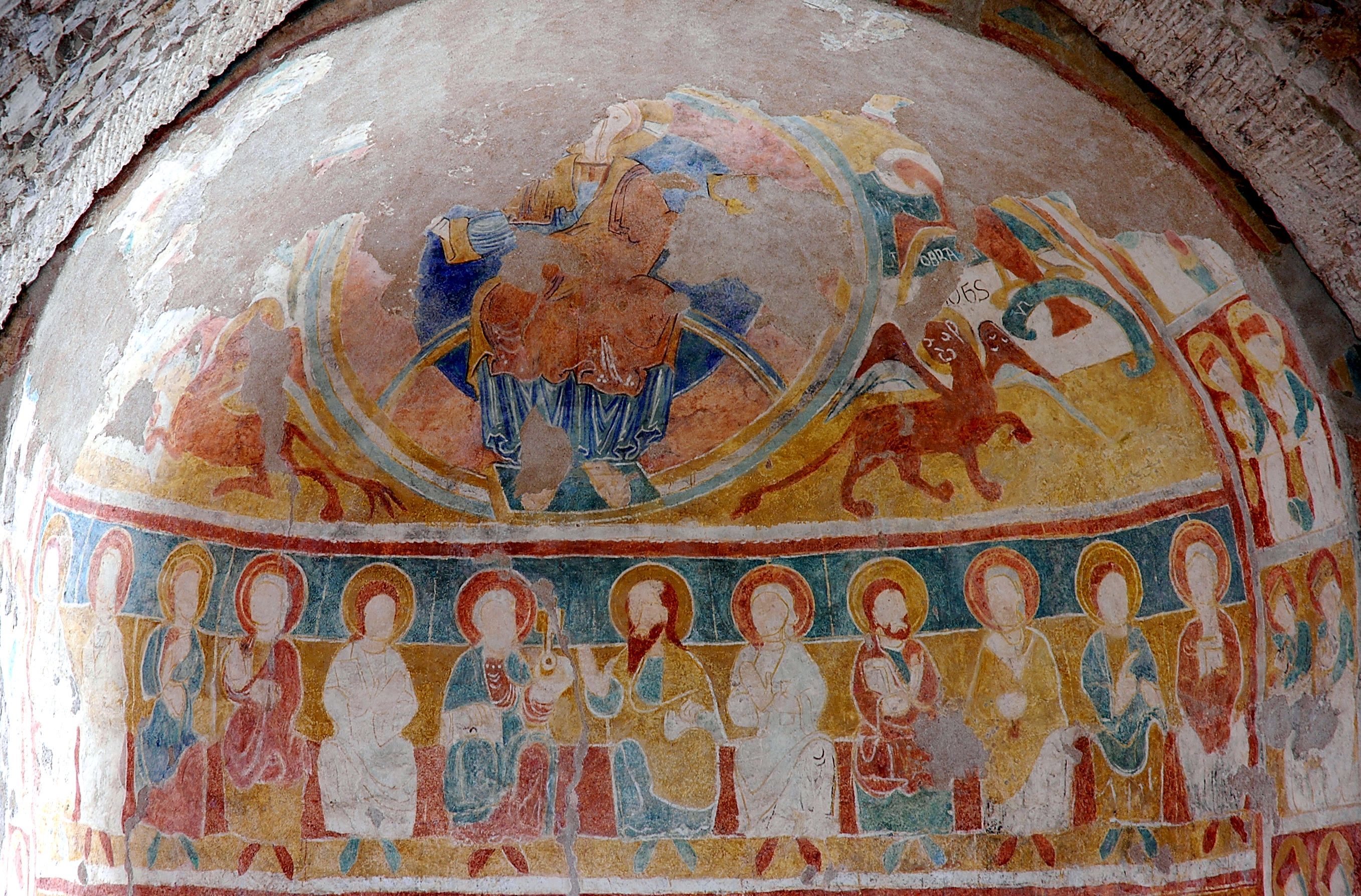
Apsisfresko

Urkundlich ist die Existenz des Klosters seit dem Jahr 889 belegt; im Jahr 908 wird es als zur Benediktinerabtei Lagrasse (Roussillon) gehörig beschrieben. Der heutige Kirchenbau ist jedoch dem 11. Jahrhundert zuzuordnen; er wurde im 16. und 17. Jahrhundert durch seitliche Kapellenanbauten erweitert – ein Eckstein trägt die Jahreszahl 1627.

## Architektur

### Außenbau
Die zur Gänze aus Bruchsteinmauerwerk errichtete Apsis zeigt Ansätze von Gliederungen im lombardischen Baustil: Zwischen vier Lisenen befinden sich drei schmale Fenster. Die Südseite des schlichten Langhauses der Kirche ist ungegliedert; die Nordseite ist durch spätere Kapellenanbauten verdeckt. Über der ansonsten schmucklosen Westfassade erhebt sich ein zweiteiliger Glockengiebel (espadanya). Das Portal wurde im Jahr 1639 im Stil der Renaissance neugestaltet und zeigt in der Mitte eines gesprengten Giebels eine Reliefplatte mit der Darstellung des Kirchenpatrons Paulus von Tarsus.

### Inneres
Das etwa 5,50 Meter breite, 12,50 Meter lange und etwa 7,50 Meter hohe spitztonnengewölbte Kirchenschiff ist heute unverputzt und zeigt grobes Bruchsteinmauerwerk; es wurde im 16./17. Jahrhundert durch seitliche Kapellenanbauten erweitert. Nach Osten schließt sich eine leicht eingezogene und um eine Treppenstufe erhöhte Apsis an, deren oberer Teil verputzt und mit Fresken des 13. Jahrhunderts ausgemalt ist. Diese wurden erst im Jahre 1940 bei der Entfernung eines Altarretabels entdeckt. Die im Jahr 2003 restaurierte Apsiskalotte zeigt eine Majestas Domini-Darstellung umgeben von den vier Evangelistensymbolen; darunter befindet sich eine Sitzreihe der zwölf Apostel mit Petrus und Paulus in der Mitte. Weitere – allerdings schlecht erhaltene – Malereien zeigen die 24 Ältesten der Apokalypse sowie Szenen aus dem Leben des Apostels.